# Apanteles turionellae
Apanteles turionellae är en stekelart som beskrevs av Nixon 1971. Apanteles turionellae ingår i släktet Apanteles och familjen bracksteklar. Inga underarter finns listade i Catalogue of Life.